# 染谷源右衛門
染谷 源右衛門（そめや げんえもん、生没年不詳）は、江戸時代中期（18世紀前半）の下総国千葉郡平戸村（現在の八千代市平戸）の名主。印旛沼干拓を最初に試みた人物として知られる。
享保9年（1724年）、江戸幕府に対して印旛沼の水害防止のために印旛沼のほとりにある平戸村から同郡検見川村（現在の千葉市花見川区検見川町）に向けて約4里12町（約17㎞）の水路を開いて印旛沼の水を内海へ流すことを願い出た。
江戸幕府も現地を調査しながら、下総台地の新田開発や利根川と江戸を結ぶ水運の便なども期待できるとしてこれを認め、源右衛門が工事を請け負うとともに幕府から約30万両が貸し与えられた。
しかし、工事は困難を極めて資金は底をついてしまい、全財産を工事に投じた源右衛門自身も破産してしまったため、工事は失敗に終わった。